# Genestelle
Genestelle est une commune française située dans le département de l'Ardèche, en région Auvergne-Rhône-Alpes.
Ses habitants sont appelés les Genestellois et Genestelloises.

## Géographie

### Situation et description
Genestelle est un petit village à l'aspect essentiellement rural du sud ardéchois, rattaché à la communauté de communes du Bassin d'Aubenas.

### Communes limitrophes
Genestelle est limitrophe de huit communes, toutes situées dans le département de l'Ardèche et réparties géographiquement de la manière suivante :

### Climat
Pour des articles plus généraux, voir Climat d'Auvergne-Rhône-Alpes et Climat de l'Ardèche.
En 2010, le climat de la commune est de type climat méditerranéen franc, selon une étude du CNRS s'appuyant sur une série de données couvrant la période 1971-2000. En 2020, Météo-France publie une typologie des climats de la France métropolitaine dans laquelle la commune est exposée à un climat de montagne ou de marges de montagne et est dans la région climatique Sud-est du Massif Central, caractérisée par une pluviométrie annuelle de 1 000 à 1 500 mm, minimale en été, maximale en automne.
Pour la période 1971-2000, la température annuelle moyenne est de 10,8 °C, avec une amplitude thermique annuelle de 16,7 °C. Le cumul annuel moyen de précipitations est de 1 336 mm, avec 8 jours de précipitations en janvier et 5,2 jours en juillet. Pour la période 1991-2020, la température moyenne annuelle observée sur la station météorologique de Météo-France la plus proche, « Antraigues Sa », sur la commune de Vallées d'Antraigues - Asperjoc à 3 km à vol d'oiseau, est de 12,5 °C et le cumul annuel moyen de précipitations est de 1 556,3 mm,. Pour l'avenir, les paramètres climatiques de la commune estimés pour 2050 selon différents scénarios d'émission de gaz à effet de serre sont consultables sur un site dédié publié par Météo-France en novembre 2022.

## Urbanisme

### Typologie
Au 1er janvier 2024, Genestelle est catégorisée commune rurale à habitat dispersé, selon la nouvelle grille communale de densité à 7 niveaux définie par l'Insee en 2022.
Elle est située hors unité urbaine. Par ailleurs la commune fait partie de l'aire d'attraction d'Aubenas, dont elle est une commune de la couronne,. Cette aire, qui regroupe 68 communes, est catégorisée dans les aires de 50 000 à moins de 200 000 habitants,.

### Occupation des sols
L'occupation des sols de la commune, telle qu'elle ressort de la base de données européenne d’occupation biophysique des sols Corine Land Cover (CLC), est marquée par l'importance des forêts et milieux semi-naturels (87,4 % en 2018), une proportion identique à celle de 1990 (87,4 %). La répartition détaillée en 2018 est la suivante : 
forêts (44,8 %), milieux à végétation arbustive et/ou herbacée (42,5 %), prairies (12,6 %).
L'évolution de l’occupation des sols de la commune et de ses infrastructures peut être observée sur les différentes représentations cartographiques du territoire : la carte de Cassini (XVIIIe siècle), la carte d'état-major (1820-1866) et les cartes ou photos aériennes de l'IGN pour la période actuelle (1950 à aujourd'hui).

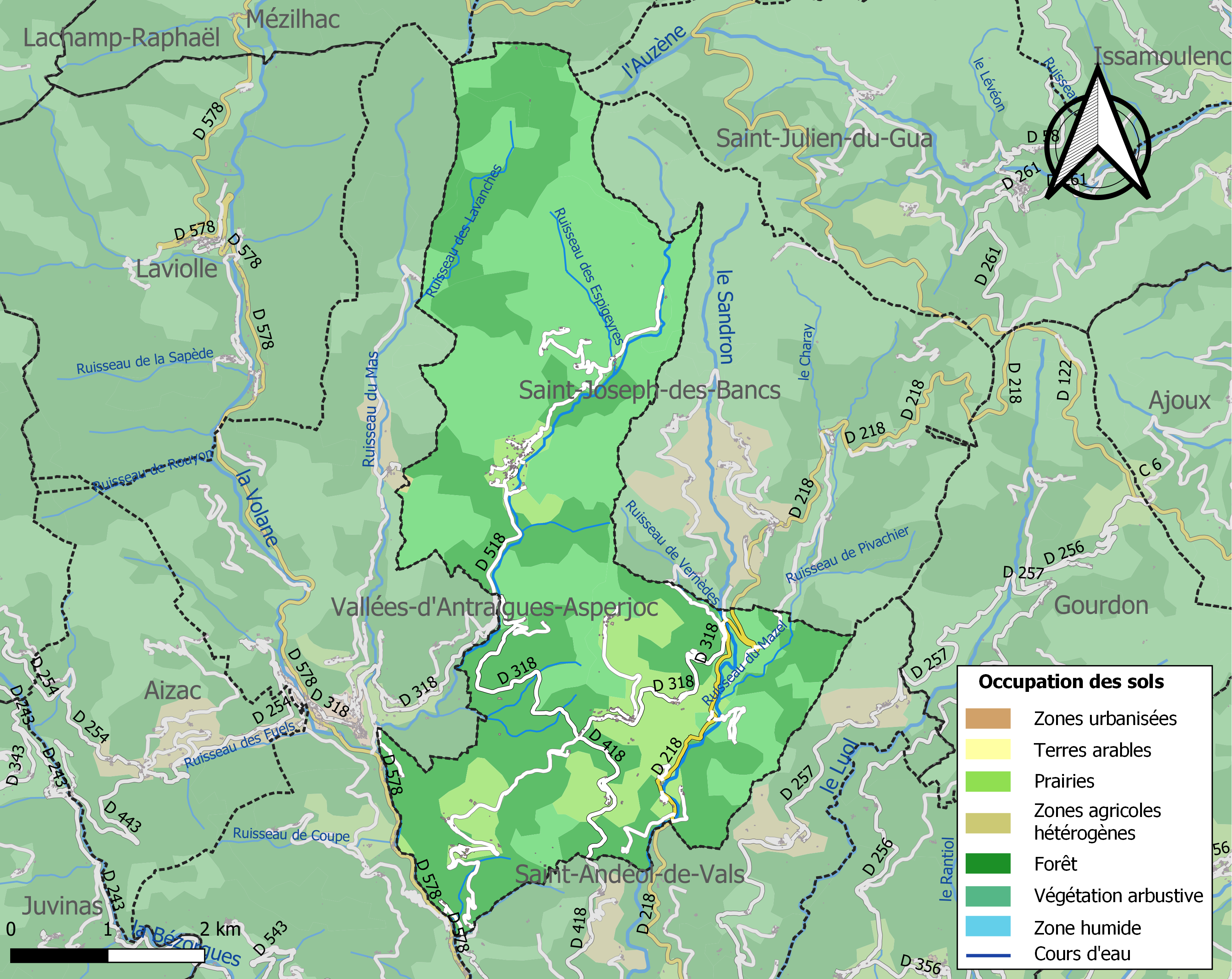
Carte des infrastructures et de l'occupation des sols de la commune en 2018 (CLC).

## Toponymie
Le nom de la commune, attesté au moins depuis le XIVe siècle (Genestella), provient de l'occitan « genestèla », signifiant « jeune taillis de genêts, petite lande couverte de genêts ».

## Politique et administration

### Liste des maires
| Période                                  | Période                   | Identité             | Étiquette | Qualité  |
| ---------------------------------------- | ------------------------- | -------------------- | --------- | -------- |
| Les données manquantes sont à compléter. |                           |                      |           |          |
| avant 1988                               | ?                         | Jean-Marie Cellier   |           |          |
| mars 2001                                | mars 2008                 | Raymonde Duplan      |           |          |
| mars 2008                                | mars 2014                 | France Moulin        |           |          |
| mars 2014                                | 2020                      | Robert Thiollière    | SE        | Retraité |
| 2020                                     | En cours (au 6 août 2020) | Jean-François Durand |           |          |

Genestelle fait aujourd'hui partie de la communauté de communes du Bassin d'Aubenas.

## Population et société

### Démographie
L'évolution du nombre d'habitants est connue à travers les recensements de la population effectués dans la commune depuis 1793. Pour les communes de moins de 10 000 habitants, une enquête de recensement portant sur toute la population est réalisée tous les cinq ans, les populations de référence des années intermédiaires étant quant à elles estimées par interpolation ou extrapolation. Pour la commune, le premier recensement exhaustif entrant dans le cadre du nouveau dispositif a été réalisé en 2007.

En 2022, la commune comptait 269 habitants, en évolution de −5,28 % par rapport à 2016 (Ardèche : +2,48 %, France hors Mayotte : +2,11 %).
| 1793  | 1800  | 1806  | 1821  | 1831  | 1836  | 1841  | 1846  | 1851  |
| ----- | ----- | ----- | ----- | ----- | ----- | ----- | ----- | ----- |
| 2 050 | 1 134 | 1 691 | 1 700 | 1 975 | 2 142 | 2 175 | 2 282 | 1 465 |

| 1856  | 1861  | 1866  | 1872  | 1876  | 1881  | 1886  | 1891  | 1896  |
| ----- | ----- | ----- | ----- | ----- | ----- | ----- | ----- | ----- |
| 1 527 | 1 328 | 1 411 | 1 282 | 1 290 | 1 203 | 1 140 | 1 132 | 1 133 |

| 1901  | 1906  | 1911  | 1921 | 1926 | 1931 | 1936 | 1946 | 1954 |
| ----- | ----- | ----- | ---- | ---- | ---- | ---- | ---- | ---- |
| 1 055 | 1 100 | 1 003 | 819  | 732  | 627  | 588  | 523  | 443  |

| 1962 | 1968 | 1975 | 1982 | 1990 | 1999 | 2006 | 2007 | 2012 |
| ---- | ---- | ---- | ---- | ---- | ---- | ---- | ---- | ---- |
| 364  | 311  | 271  | 268  | 260  | 269  | 278  | 279  | 291  |

| 2017 | 2022 | - | - | - | - | - | - | - |
| ---- | ---- | - | - | - | - | - | - | - |
| 276  | 269  | - | - | - | - | - | - | - |

### Enseignement
La commune est rattachée à l'académie de Grenoble.

### Médias
La commune est située dans la zone de distribution de deux organes de la presse écrite :
- L'Hebdo de l'Ardèche

Il s'agit d'un journal hebdomadaire français basé à Valence et couvrant l'actualité de tout le département de l'Ardèche.
- Le Dauphiné libéré

Il s'agit d'un journal quotidien de la presse écrite française régionale distribué dans la plupart des départements de l'ancienne région Rhône-Alpes, notamment l'Ardèche. La commune est située dans la zone d'édition de Privas, Aubenas et de la vallée du Rhône.

### Cultes
La communauté catholique et l'église paroissiale (propriété de la commune) de Genestelle sont rattachées à la paroisse Saint Roch en Pays de Vals qui, elle-même, dépend du diocèse de Viviers.

## Culture locale et patrimoine

### Patrimoine religieux
- Église Sainte-Marie : la messe célébrée le jour de la Saint-Pascal (17 mai) est l'occasion d'implorer le saint patron de la châtaigne pour que la récolte soit fructueuse.
- Église Saint-Régis de Bise.

### Lieux et monuments
- Le château de Craux : construit au XIIe siècle, il a été profondément remanié depuis. Il a cependant conservé ses deux imposantes tours d'angles. Le Dauphin Charles II, futur Louis XI, y vint chercher de l'aide dans sa lutte contre les Bourguignons et les Anglais. Au début du XVIe siècle, il appartenait à la famille d'Ucel. La dernière châtelaine connue se nommait Jeanne de Fabrias. Il est aujourd'hui propriété de la commune de Genestelle.

Laissé à l'abandon, le château a commencé à reprendre vie lors du tournage du film Le Secret par Robert Enrico. Cependant les dégradations continuaient. Une association s'est constituée pour le restaurer : Chantiers Rhône-Alpes, aidée par la commune. Le château est site classé depuis 1981.

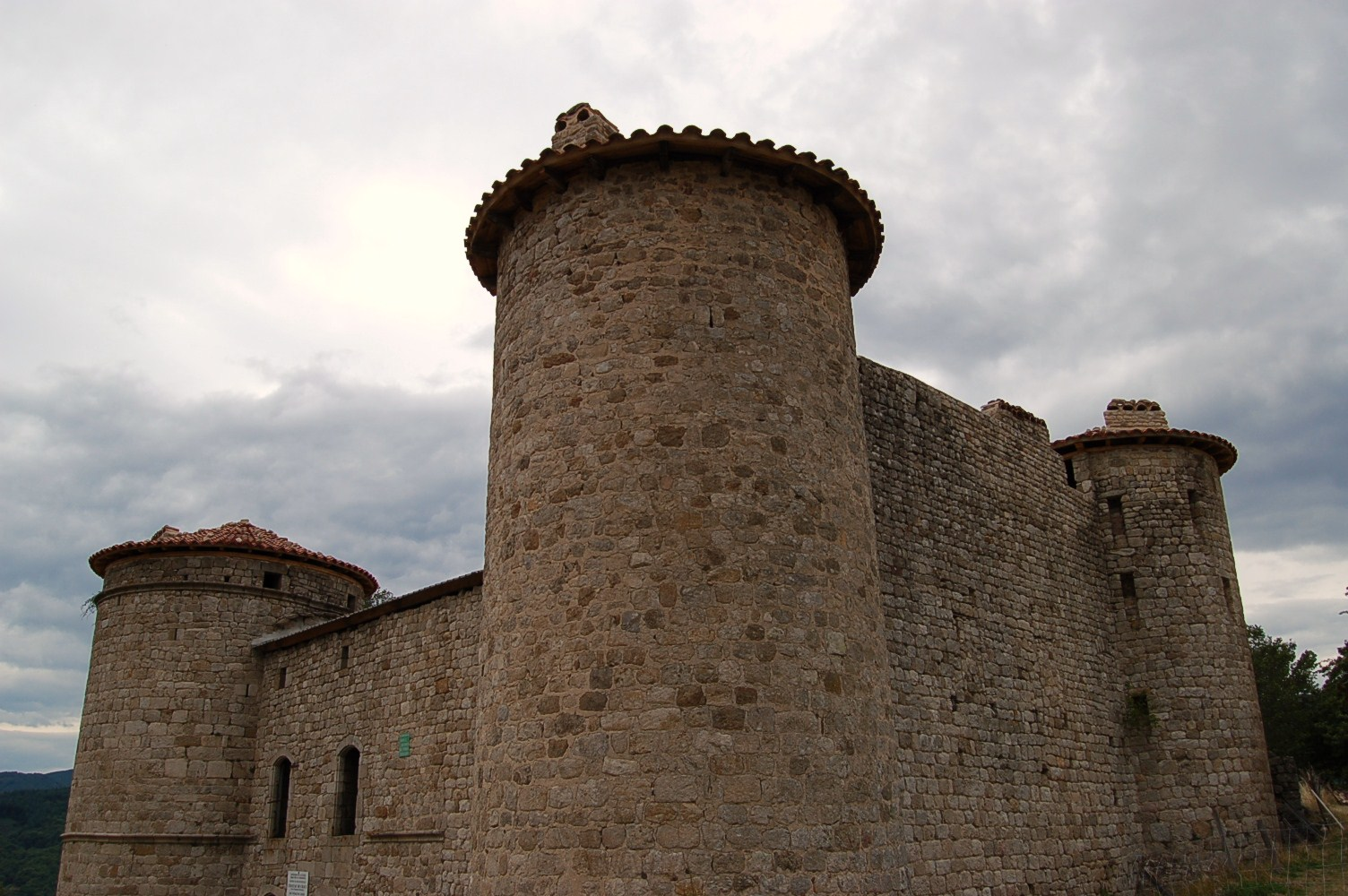
Le château de Craux.

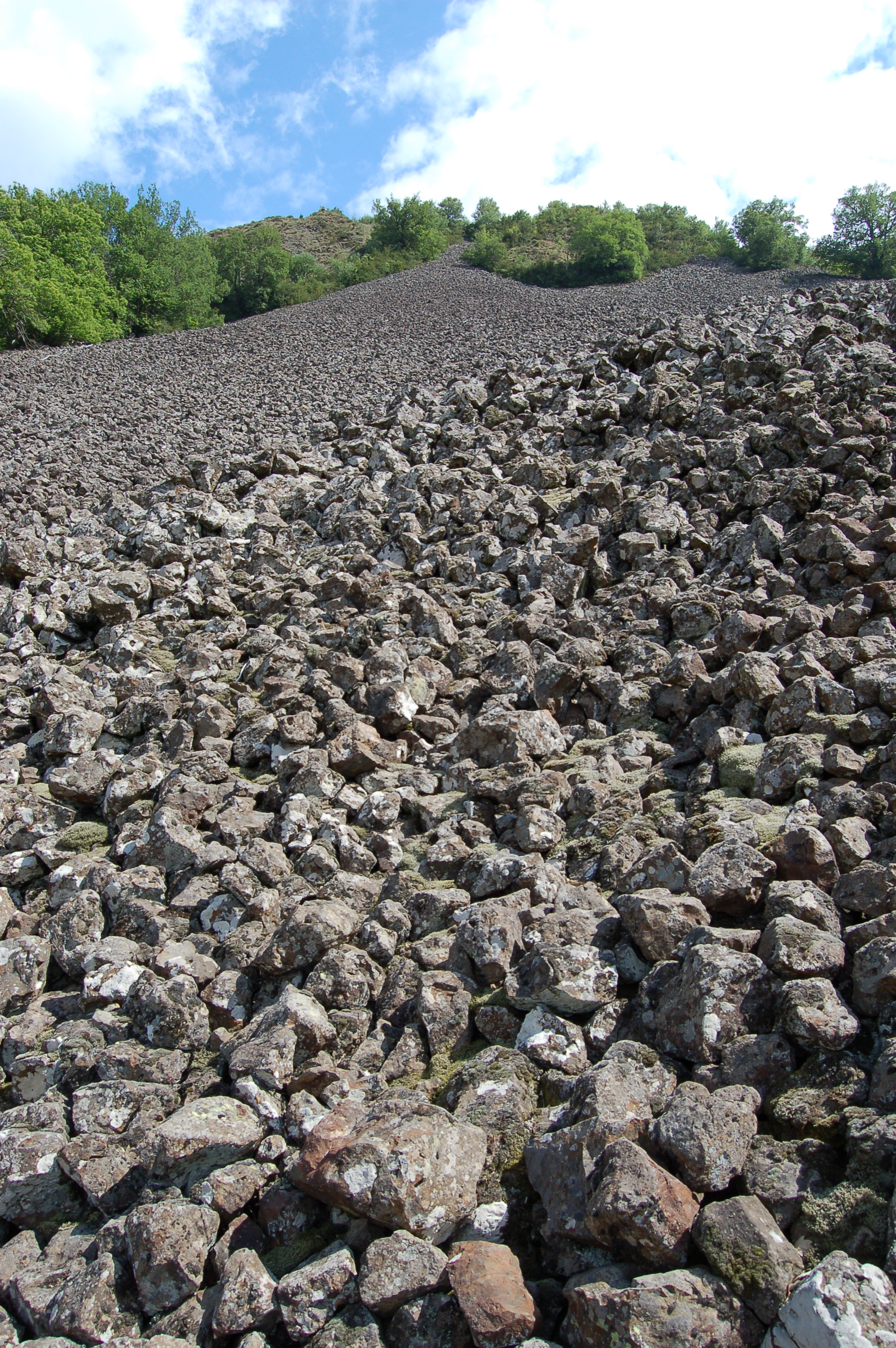
Sur les chemins de Genestelle.

### Traditions

#### Mythes et légendes
En contrebas du château coule une source dont l'eau est teintée de rouge. On a longtemps raconté dans le pays qu'il s'agissait du sang de personnes égorgées dans les entrailles du château. La réalité est plus terre-à-terre : il s'agit d'une source ferrugineuse.

#### Fête votive
Autour du 15 août a lieu la fête du village avec concours de pétanque (doublettes et triplettes), bals gratuits avec orchestre. Ces animations sont organisées par le comité des fêtes de Genestelle.

#### Le ramassage des châtaignes règlementé
À l'automne, le ramassage des châtaignes est pratiqué sur l'ensemble de la commune principalement par les castanéiculteurs mais aussi par les particuliers qui possèdent une châtaigneraie.

La châtaigneraie est un verger de châtaigniers. À ce titre, elle est entretenue par les propriétaires (plantations de nouveaux arbres, greffes, élagage d'arbres, entretien du sol...).

Par conséquent, le ramassage des châtaignes est strictement réservé aux propriétaires.

Par arrêté municipal, durant toute la période de récolte, l'accès aux châtaigneraies ainsi que le ramassage des châtaignes même tombées sur les routes ou sur des terrains communaux sont strictement interdits sous peine d'amende.

### Héraldique
|  | Genestelle possède des armoiries dont l'origine et le blasonnement exact ne sont pas disponibles. |